# Глебовское болото
Глебовское боло́то — региональный гидрологический заказник. Расположен на территории Гатчинского, Лужского и Тосненского районов Ленинградской области. Создан в 1976 году.
Площадь заказника составляет 14,7 км², из которых 7,7 км² расположено в Гатчинском, 5,9 км² — в Тосненском и 1,1 — в Лужском районах. Заказник находится в ведении Правительства Ленинградской области.
Заповедник создан с целью сохранения крупного, типичного для Северо-Запада, болотного массива, имеющего большое значение в поддержании гидрологического режима рек Тосна и Оредеж. В охраняемую территорию включены: болотная система, озёрно-речная сеть, леса со значительной примесью широколиственных пород, места обитания тетеревиных птиц.
Само болото расположено на водоразделе рек Оредеж и Тосна и занимает более 90 % площади заказника. Болото состоит из пяти массивов, слившихся между собой, имеет вытянутую форму и тянется на более чем 20 км, имея ширину 5-7 км. На берегах болота произрастают леса южно-таёжного типа с широколиственными породами: вязом, дубом, липой. На болоте имеются четыре озера: Чёрное, Глухое, Суворовское и Язвинское. Озёра неглубокие (1—3 м), с торфяным дном (слой торфа 2—3 м) и без растительности. В болоте берут начало многочисленные ручьи, формирующие реку Еглинку, приток реки Тосны.
Флора Глебовского болота представлена 51 видом сосудистых растений, 10 видами бриевых мхов, 13 видами сфагновых, 9 видами лишайников и печёночных мхов. В заказнике в большом количестве встречается брусника, голубика, морошка и черника.
На территории заказника запрещена приватизация земель, промышленное, сельскохозяйственное и социальное их использование (кроме участков, бывших в собственности до организации заказника), рубка леса (кроме санитарной), проезд автотранспорта (кроме специальных мест), мелиоративные работы, разработка полезных ископаемых, добыча торфа, весенняя и осенняя охота на дичь, а также разведение костров в период с 1 мая по 15 октября и пуск палов. Разрешается сбор грибов и ягод, научная работа и экскурсии для школьников и студентов.